# François Sermon
François Sermon (31 de marzo de 1923 - 18 de marzo de 2013) fue un jugador de fútbol profesional belga que jugaba en la demarcación de centrocampista ofensivo.

## Biografía
François Sermon fue fichado por el Sporting d'Anderlecht en 1939, para jugar en el equipo base. En 1941, hizo su debut con el primer equipo junto con el delantero Jef Mermans.Ambos formaron un dúo ofensivo que permitieron al club belga poder ganar cuatro títulos de liga desde 1947 al 1951 exceptuando la temporada de 1948. Además fue convocado un total de nueve veces con la selección de fútbol de Bélgica, anotando un total de dos goles en su partido debut, una victoria de 2-1 contra la selección de fútbol de Francia. permaneció en el Anderlecht hasta 1953, año en el que decide terminar su carrera como futbolista profesional. Disputó un total de 273 partidos y marcó un total de 69 goles.
François Sermon era el último superviviente del equipo que ganó el primer título del Anderlecht en 1947
François Sermon falleció el 18 de marzo de 2013 a la edad de 89 años.

## Clubes
| Club       | País    | Año         |
| ---------- | ------- | ----------- |
| Anderlecht | Bélgica | 1939 - 1953 |

## Palmarés
- Primera División de Bélgica (4) - Anderlecht - 1947, 1949, 1950 y 1951.